# Schlossberg (Burg)
Der Schlossberg ist eine 62 m ü. NHN hohe Erhebung nördlich des Spreewaldortes Burg (Spreewald). Auf dem Gipfel des sich 9 m über das umliegende Geländeniveau erhebenden Hügels befindet sich der in den Jahren 1915 bis 1917 entstandene Bismarckturm.

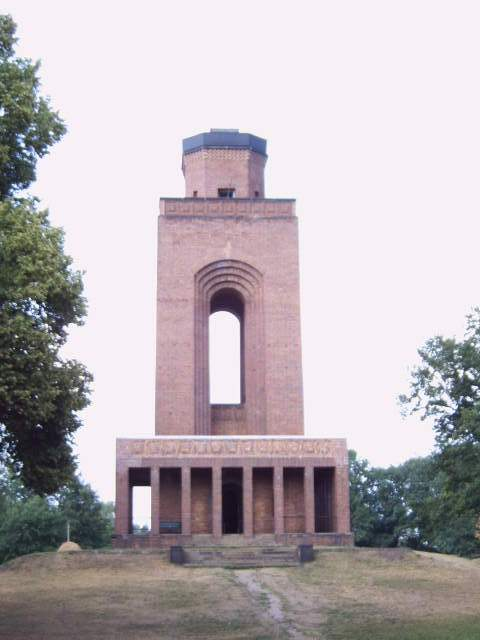
Bismarckturm auf dem Schlossberg

## Die Anfänge
Der Schlossberg war bereits sehr früh besiedelt. Bereits aus der Zeit der jüngeren Steinzeit lässt sich eine Erdburg nachweisen, die als Niederungsburg Schutz vor Hochwasser und den Angriffen von Feinden bot.

## Der Schlossberg in der Bronze- und Eisenzeit
Die folgende spätbronzezeitliche Wallburg war die größte und bedeutendste Burganlage der Lausitzer Kultur. Diese Wehranlage der entstand im 8. Jahrhundert v. Chr. auf einer älteren, bis dahin unbefestigten Siedlung der Lausitzer Kultur. Die Wallmauer wurde wahrscheinlich als erdverfüllte Schalenmauer mit vorder- und rückseitigen Holzplanken gebaut. Diese Burg ging in einer Brandkatastrophe unter und wurde in der frühen Eisenzeit (in der Billendorfer Phase der Lausitzer Kultur im 7./6. Jahrhundert vor Christus) wieder errichtet. In dieser Bauphase bestand die Wallmauer aus einer Holz-Rost-Konstruktion. Die Größe der Befestigung mit einer Gesamtfläche von über 5 Hektar sowie die schon im später 19. Jahrhunderts in der Umgebung entdeckten bronzenen Kultwagen unterstreichen die überregionale Bedeutung dieser Anlage.

## Das Zentralheiligtum der Semnonen?
Schon früh [spätestens 1927] wurde vermutet, dass diese Befestigung zugleich das bei Tacitus (Germania, 39) erwähnte große Heiligtum der germanischen Semnonen gewesen sei, der so genannte Semnonenhain. Allerdings fehlen dafür bis heute (2022) konkrete Belege. Gegen diese Deutung spricht, dass die Wehranlage von Burg nach bisherigem Kenntnisstand zum Ende der Lausitzer Kultur (um 500 v. Chr.) aufgegeben wurde und verfiel, während Tacitus die Verhältnisse im 1. Jahrhundert nach Christus beschreibt. Außerdem lag das Zentrum des Gebiets der Semnonen weiter westlich und es ist unklar, ob das Siedlungsgebiet der Semnonen zur Zeit des Tacitus oder davor die Lausitz überhaupt mit umfasst hat.

## Erneute Befestigung in slawischer Zeit um 1000 n. Chr.
In der späteren Zeit der Besiedlung der Gegend durch Slawen (ab dem 6./7. Jahrhundert n. Chr.) befand sich hier eine weitere Burganlage. Von der Spitze des Turms herab kann man noch heute die Reste einer unregelmäßigen Ringanlage erkennen. Die um das Jahr 1000 durch den polnischen König Bołeslaw I. Chrobry errichtete Burg umfasste nur noch etwa ein Viertel der Fläche der eisenzeitlichen Befestigung und lag in deren südlicher Ecke. Auch damit gehörte sie (mit einer Fläche von knapp 2 Hektar) noch zu den größten Burganlagen der damaligen Zeit nördlich der Mittelgebirge. Mit Blick auf die politischen Ereignisse in der Regierungszeit von Bołeslaw I. Chrobry wurde diese Burg am ehesten in der Zeit zwischen 1002 und 1018 errichtet.

## Zur Toponomie, der Schlossberg und die Legende vom Wendenkönig
Wahrscheinlich geht der Ortsname Burg auf die Befestigung auf dem Schlossberg zurück. Der Name der Anhöhe selbst geht auf die sorbische Sage zurück, wonach hier ein König der Wenden sein Schloss gehabt haben soll. Am Fuße des Hügels sollen die dem Menschen wohlgesinnten Zwerge Lutki gelebt haben. Aufgrund der Sage wurden im Schlossberg alte Schätze vermutet. Es kam zu häufigen Raubgrabungen zum Zwecke der Schatzsuche. Die ursprüngliche Form des Berges ging dabei nach und nach teilweise verloren. Auch nutzten benachbarte Bauern die Erde der aufgeschütteten Wälle zur Verbesserung ihrer Felder.

## Archäologische Erforschung ab 1871, Beschädigungen des Bodendenkmals
Im Jahr 1897 wurde eine Eisenbahntrasse der Spreewaldbahn durch den Schlossberg gebaut, wodurch die Anlage durchschnitten wurde. Im Zuge des Baus dieser Bahnlinie fanden im selben Jahr Ausgrabungen unter der Leitung von Alfred Götze (1865–1948) nach dem damaligen Stand der Archäologie statt. Bereits im Juni 1871 war dort eine Ausgrabung durchgeführt worden und das heutige Wissen um die Vorgeschichte des Schlossbergs basiert überwiegend noch auf diesen Ausgrabungen des 19. Jahrhunderts.
Wohl auch mit dem Ziel der Sicherung des Bodendenkmals erwarb Anfang des 20. Jahrhunderts der Landkreis das Gelände, um wenige Jahre später gerade hier den Aussichtsturm zu errichten. Die Bahnanlage wurde 1970 stillgelegt und später demontiert. Heute verläuft auf der alten Bahntrasse der Fahrradweg von Burg zum Nordumfluter.

## Weblink
- Burg - Schlossberg auf der Internetseite "Zentrale archäologische Orte in der Niederlausitz" mit Karte und Bildern.